# Vera exklusiv
Vera exklusiv ist eine österreichische Fernsehsendung, die von 15. April bis 25. November 2007 auf ORF 1 lief und vom 9. Dezember 2007 bis Ende 2012 auf ORF 2 ausgestrahlt wurde. Sie ist die Nachfolgesendung der ehemaligen Talkshow Vera.
Moderiert wurde die Sendung von Vera Russwurm, die zuvor auch Vera moderierte.
In der Sendung besucht Russwurm prominente Personen oder kuriose Schauplätze und befragt Leute nach einem aktuellen Geschehen in einem privaten Gespräch. Im Gegensatz zur Vorgängershow wurde nicht in einem Studio vor Publikum gedreht.
Ende 2012 wurde die Sendung eingestellt und ab September 2013 durch das Nachfolgeformat Vera – bei … ersetzt.